# USS LST-818
O USS LST-818 foi um navio de guerra norte-americano da classe LST que operou durante a Segunda Guerra Mundial.